# Otto Föllinger
Otto Föllinger (* 10. Oktober 1924 in Hanau; † 18. Januar 1999 in Karlsruhe) war ein deutscher Mathematiker und Lehrstuhlinhaber. Er war Professor für Regelungstechnik an der Universität Karlsruhe und Lehrbuchautor.
Otto Föllinger wurde als Sohn eines Ingenieurs in Hanau geboren, verbrachte seine Jugend und Schulzeit in Dortmund und legte 1943 sein Abitur dort ab. Er studierte Mathematik und Physik für das Lehramt an der Universität Frankfurt und wurde 1952 in Mathematik zum Dr. rer. nat. promoviert. Ab 1956 arbeitete er in der Industrie bei AEG. Nachdem er 1965 den Ruf zum Leiter des Instituts für Regelungs- und Steuerungssysteme (IRS) der Elektrotechnischen Fakultät der TH bzw. Universität Karlsruhe erhalten hatte, arbeitete er dort wissenschaftlich bis zur Emeritierung 1990. 1965 wurde er dort außerordentlicher und 1967 ordentlicher Professor für Regelungs- und Steuerungssysteme. Daneben arbeitete er auch für die Fernuniversität Hagen.
Bekanntheit und Beliebtheit in seinem Fachgebiet erreichte er durch didaktisch hervorragend gestaltetes Lehrmaterial und Bücher, die im deutschsprachigen Raum wegweisend sind. Insbesondere sein Grundlagenbuch Regelungstechnik ist ein Standardwerk. Einige seiner Schüler und Angehörige seines akademischen Umfeldes haben inzwischen eigene Professuren an Universitäten in Deutschland, Ägypten, Südafrika, 
USA,
zum Beispiel Günter Roppenecker (Universität Erlangen-Nürnberg), Ansgar Trächtler (Universität Paderborn), Werner Zorn (Universität Karlsruhe, danach Hasso-Plattner-Institut an der Universität Potsdam), Lothar Litz (TU Kaiserslautern), Boris Lohmann (TU München), Ulrich Konigorski (TU Darmstadt) und Kai-Shing Yeung (University of Texas at Arlington). 

## Veröffentlichungen (Auswahl)
(Die ersten Auflagen erschienen zwischen 1961 und 1980)
- Regelungstechnik, Einführung in die Methoden und ihre Anwendung. 8. Auflage. Hüthig Verlag, Heidelberg 1994, ISBN 3-7785-2336-8.
- Optimale Regelung und Steuerung. 3. Auflage. Oldenbourg, München 1994, ISBN 3-486-23116-2.
- Lineare Abtastsysteme. 5. Auflage. Oldenbourg, München 1993, ISBN 3-486-22725-4.
- Nichtlineare Regelungen, Bd. 1: Grundbegriffe, Anwendung der Zustandsebene, direkte Methode. 8. Auflage. Oldenbourg, München 1998, ISBN 3-486-24527-9.
- Nichtlineare Regelungen, Bd. 2: Harmonische Balance, Popow- und Kreiskriterium, ... 7. Auflage. Oldenbourg, München 1993, ISBN 3-486-22503-0.
- Laplace- und Fourier-Transformation. 6. Auflage. Hüthig, Heidelberg 1993, ISBN 3-7785-2242-6.
- Einführung in die Zustandsbeschreibung dynamischer Systeme. 1982.
- Optimierung Dynamischer Systeme. 1985.